# Centrale nucléaire de Fessenheim
Ne doit pas être confondu avec Centrale hydroélectrique de Fessenheim.
La centrale nucléaire de Fessenheim est une ancienne centrale nucléaire française définitivement à l'arrêt depuis le 30 juin 2020. Il s'agit de la première centrale nucléaire française de type réacteur à eau pressurisée du premier palier 900 MW dit CP0. Implantée en bordure du grand canal d'Alsace sur le territoire de la commune de Fessenheim (Haut-Rhin), sa construction est décidée à la fin des années 1960 par les présidents Charles de Gaulle puis Georges Pompidou. Sa conception repose sur la technologie des réacteurs à eau pressurisée de l'entreprise américaine Westinghouse Electric. La centrale est équipée de deux réacteurs d'une puissance unitaire de 900 MWe.
La centrale est exploitée commercialement durant 42 ans, de 1978 à 2020. Par décision politique, en application de la loi du 17 août 2015 relative à la transition énergétique pour la croissance verte (plafonnement de la production d’électricité d’origine nucléaire), les réacteurs no 1 et no 2 sont mis à l’arrêt définitif, respectivement les 22 février et 30 juin 2020.
La décision de fermer la centrale de Fessenheim a fait l'objet de vives critiques et demeure l'objet d'accusations de compromis politique à visée électorale ; en effet, les travaux de rénovation ayant été réalisés, la décision de fermeture ne présentait aucune justification technique.

## Présentation

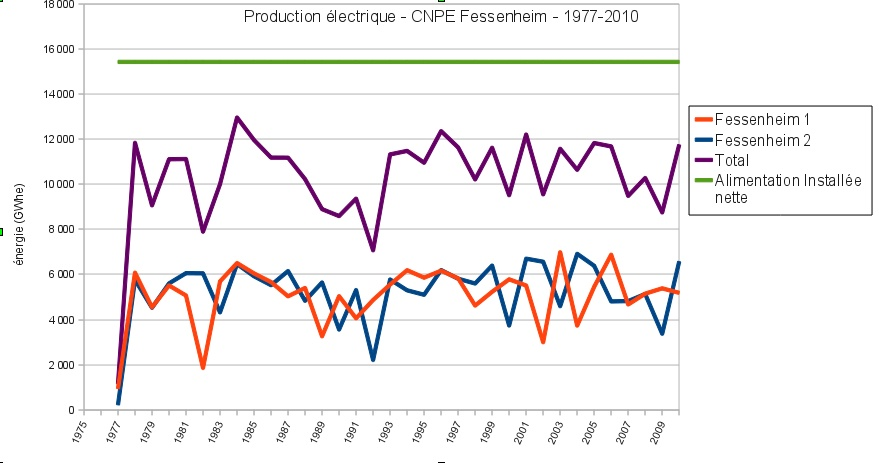
Production électrique de la centrale de 1977 à 2010.

La centrale nucléaire est située au bord du Grand canal d'Alsace, « sur le territoire de la commune de Fessenheim, à l’est du département du Haut-Rhin (68), à 30 kilomètres de Mulhouse et de Colmar, à proximité de l'Allemagne et de la Suisse ».
En 2011, environ 930 000 habitants vivent dans un rayon de 30 km autour de Fessenheim.
Elle a produit plus de 440 milliards de kilowatts-heures d'électricité de 1977 à 2019,.
En 2010, la production électrique s'est établie à 11 754 GWh,, soit 2,88 % de la production électrique d'origine nucléaire française cette année (407 900 GWh), et 2,1 % de la production électrique toutes sources confondues (550 300 GWh).
En 2012, la centrale a produit 12 417 GWh, soit plus de 88 % de la consommation alsacienne de 2011 et 1,5 % de l'électricité française et la moitié de la production alsacienne.
Elle est certifiée ISO 14001 (management environnemental) depuis 2003, et OHSAS 18001 (hygiène et sécurité).

### Description technique

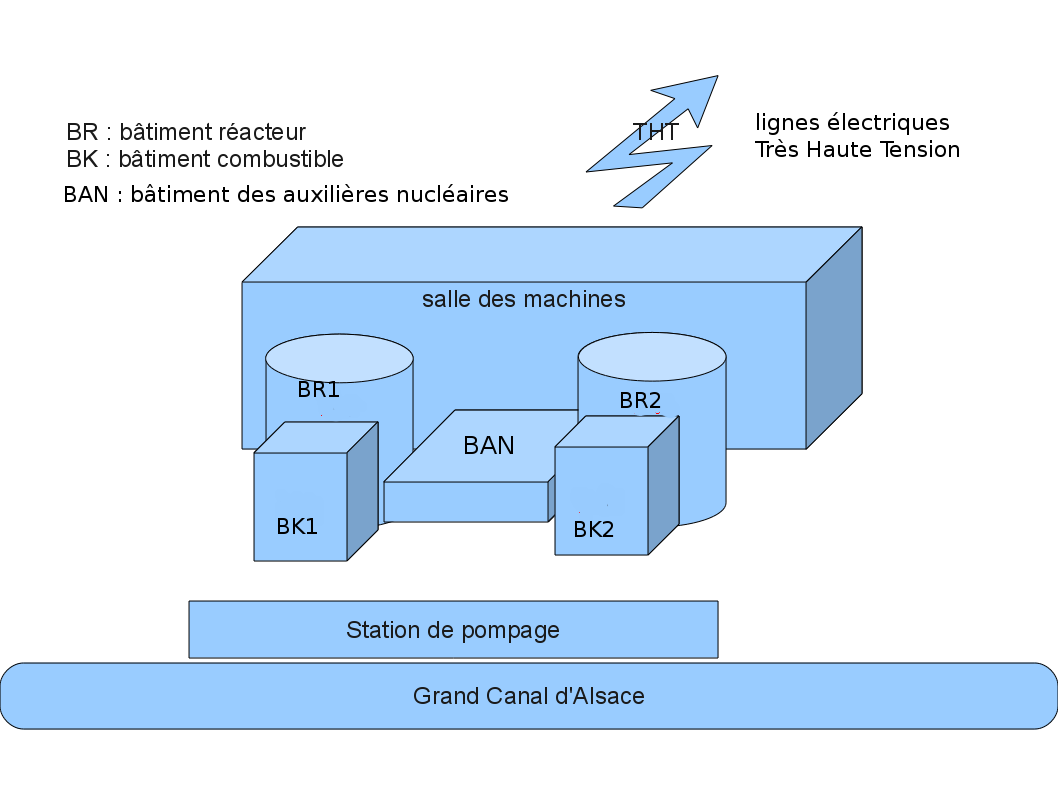
Architecture de la centrale nucléaire de Fessenheim.

La centrale comprend deux réacteurs à eau pressurisée (REP) à trois boucles d'une puissance électrique nette de 880 mégawatts chacun. Elle a pour modèle la centrale nucléaire de Beaver Valley aux États-Unis, qui est en service depuis 1976,.
La centrale de Fessenheim et celle du Bugey, font partie d'un palier nommé a posteriori CP0. La salle des machines est commune aux deux tranches, elle est accolée aux deux bâtiments réacteurs (voir schéma de l'architecture ci joint).
Comme les autres REP à trois boucles de 900 MW, chacune des deux tranches nucléaires de la centrale de Fessenheim comporte un réacteur qui produit l'énergie, trois générateurs de vapeur, un pressuriseur et trois pompes primaires. La chaleur produite par le cœur du réacteur est évacuée, en fonctionnement normal, par l'intermédiaire de deux circuits fermés successifs : le circuit primaire (à une température d'environ 300 °C et une pression de 155 bar) qui extrait la chaleur produite par le cœur du réacteur, puis le circuit secondaire qui récupère cette chaleur via les générateurs de vapeur ; cette chaleur est ensuite transformée pour environ 1/3 en énergie électrique par l'alternateur, le reste étant évacué via le condenseur en circuit ouvert.
Dans le cas de Fessenheim, le condenseur est alimenté par l'eau du Grand Canal d'Alsace dont le débit est suffisamment élevé pour éviter d'utiliser des tours de refroidissement.
La cuve de chaque réacteur est en acier, elle pèse environ 260 tonnes. Dans chaque cuve se trouvent environ 60 tonnes de combustible nucléaire : de l'uranium enrichi à 4,2 % (gestion combustible « cyclade »).
Sous chacun des deux réacteurs se trouve une dalle en béton armé d'une épaisseur d'un mètre - le radier - dont l'épaisseur est plus faible que sur les autres réacteurs français. Son renforcement ainsi que la nécessité de mettre en place une autre source froide de secours sont les deux principales leçons tirées de l'accident de Fukushima pour la poursuite de l’exploitation des deux réacteurs (voir ci-après « Débat sur la fermeture de la centrale »).
Deux piscines de désactivation, chacune située dans un bâtiment à combustible séparé et isolé des bâtiments réacteurs, servent au stockage sur place et au refroidissement du combustible nucléaire usé provenant des deux réacteurs, avant son évacuation vers le centre de traitement du combustible usé de la Hague.

### Caractéristiques des réacteurs
Les deux réacteurs de la centrale de Fessenheim sont les premiers modèles du palier dit CP0 (contrat palier zéro) qui comprend aussi les quatre réacteurs de la centrale du Bugey. Les chaudières nucléaires ont été construites par Framatome. Les centrales sont exploitées par EDF.
Les caractéristiques détaillées des deux réacteurs de Fessenheim sont regroupées dans le tableau suivant.
| Nom du réacteur | Puissance [MW] | Puissance [MW]   | Puissance [MW]   | Début constr.      | 1er raccordement au réseau | Mise en service commerciale | Mise à l’arrêt définitif | Production cumulée jusqu'en 2020 |
| Nom du réacteur | Thermique      | Électrique brute | Électrique nette | Début constr.      | 1er raccordement au réseau | Mise en service commerciale | Mise à l’arrêt définitif | Production cumulée jusqu'en 2020 |
| --------------- | -------------- | ---------------- | ---------------- | ------------------ | -------------------------- | --------------------------- | ------------------------ | -------------------------------- |
| Fessenheim-1    | 2 660 MWth     | 920 MWe          | 880 MWe          | 1er septembre 1971 | 6 avril 1977               | 1er janvier 1978            | 21 février 2020          | 226 TWh                          |
| Fessenheim-2    | 2 660 MWth     | 920 MWe          | 880 MWe          | 1er février 1972   | 7 octobre 1977             | 1er avril 1978              | 30 juin 2020             | 217 TWh                          |

En 2002, l'exploitant EDF a remplacé les trois générateurs de vapeur de la tranche no 1 ; les travaux ont duré 210 jours et coûté environ cent millions d'euros.
En 2011/2012, EDF a également remplacé les trois générateurs de vapeur de l’unité de production no 2, ce remplacement a nécessité plus de six mois de travaux,.

### Rejets radioactifs
La centrale nucléaire de Fessenheim rejette des matières radioactives dans l’environnement par la cheminée du BAN (effluents gazeux) et par rejet vers le Rhin via le canal d'Alsace (effluents liquides)[réf. nécessaire]. EDF a l'obligation de contrôler ces rejets et de ne pas dépasser des limites de rejets annuelles fixées par l'Autorité de sûreté nucléaire.
En 2019 et depuis 2016, les limites de rejets radioactifs liquides autorisés se situent à 45 TBq/an pour le tritium, 130 GBq/an pour le carbone 14, 0,2 GBq/an pour l'iode et 18 GBq/an pour les autres produits de fission ou d’activation. Pour les rejets radioactifs gazeux, les limites se situe à 4 TBq/an pour le tritium, 1,1 TBq/an pour le carbone 14, 24 TBq/an pour les gaz nobles, 0,6 GBq/an pour l'iode et 0,14 GBq/an pour les autres produits de fission ou d’activation. En 2018, les rejets liquides atteignirent 70 % de la limite pour le tritium, 10 % pour le carbone 14 et 2 % pour l'iode et les autres éléments radioactifs. Les rejets gazeux furent de 16 % de la limite pour le tritium, 15 % pour le carbone 14 et moins de 1 % pour les autres éléments radioactifs.

## Historique

### Origines du projet
En novembre 1963, le CEA, comme concepteur, et EDF, comme exploitant, envisagent la construction de la première centrale nucléaire de production d’électricité rentable du programme français. Il s’agit alors de franchir le pas de la phase industrielle du programme nucléaire civil français. Pour cela, les ingénieurs des deux organismes partent d’un réacteur Uranium-naturel-graphite-gaz (UNGG) de référence – celui de Saint-Laurent-des-Eaux A1 – qu’ils entendent optimiser pour en accroître la rentabilité. Pour supporter le coût important du projet, le CEA noue un partenariat avec l’industrie allemande qui prévoit le partage de l’investissement en échange d’un droit de tirage sur l’électricité produite par la centrale. Le site frontalier de Fessenheim est choisi. La France s’occupe de la conception et de la fabrication de la partie nucléaire de l’installation tandis que l’Allemagne s’occupe de la partie conventionnelle. En 1964, EDF et son homologue d’outre-Rhin RWE demandent à Siemens et au Groupement atomique Alsacienne-Atlantique (GAAA) de constituer un consortium en vue de la construction de la centrale tout en gardant la maîtrise d’ouvrage. Le projet prend le nom de « projet franco-allemand de Fessenheim ». Jugeant le seuil de rentabilité de la technologie de réacteur français trop élevé par rapport à ceux du fioul et des filières eau légère (Réacteur à eau pressurisée [REP] et à eau bouillante [REB]) alors également en développement en Allemagne, les Allemands se retirent finalement du projet dès 1965.
Le projet est repris par EDF sous le nom de « projet Fessenheim graphite-gaz ». Le 7 novembre 1967, le Conseil interministériel restreint sous la présidence de Charles de Gaulle prend la décision de la mise en chantier de deux réacteurs nucléaires basés sur la technologie française uranium naturel graphite gaz (UNGG) à Fessenheim, malgré les conclusions du rapport de Pierre Cabanius et Jules Horowitz qui concluait à la supériorité économique des réacteurs à eau pressurisée (REP).
Retournement de situation le 13 novembre 1969, sous la présidence de Georges Pompidou, le Conseil interministériel restreint arbitre définitivement en faveur de la filière REP, et EDF est autorisé en 1970 à lancer la construction de deux réacteurs REP sous licence Westinghouse Electric, à la place des deux réacteurs UNGG initialement prévus.

### Construction

Sociétés propriétaires de la centrale de Fessenheim.

La construction de la centrale, autorisée en 1970, a coûté un peu plus d'un milliard d'euros.
La centrale a été construite avec la participation financière de trois sociétés : Électricité de France (67,5 %), la société allemande EnBW (17,5 %) et un consortium suisse (NOK, EOS et BKW) (15 %). Ces sociétés disposent d’un droit de prélèvement d'électricité proportionnel à leur participation financière.
En 1971, un accord pour enrichir dans les usines soviétiques la première charge de combustible de la centrale nucléaire de Fessenheim a été conclu par la France et l'U.R.S.S..
Le 3 mai 1975, des militants du commando Ulrike-Meinhof-Puig-Antich dont l'autrice Françoise d'Eaubonne, ont commis un attentat à l'explosif (sans faire de victime) sur le chantier et ont ainsi provoqué un retard de plusieurs mois sur le chantier.
La centrale a été mise en service en 1977. Le calcul de l'amortissement prenait alors en compte une durée d'exploitation de vingt ans.

### Organisation
La centrale est dirigée par Laurent Jarry .
En fonctionnement, la centrale employait directement un peu moins de 800 salariés et environ 250 prestataires. En permanence, près d’une centaine de personnes était d’astreinte pour assurer la gestion technique, la mise en œuvre des moyens ou la communication.

### Mise à l’arrêt définitif
L'arrêt définitif de la centrale de Fessenheim pour 2016 fait partie du programme de François Hollande lors de sa campagne présidentielle de 2012, engagement réaffirmé en mars 2015.
En juin 2016, EDF demande une indemnisation avant que la mise à l’arrêt définitif de la centrale ne débute. Un montant fixe de 400 millions d'euros est alors en discussion plus une part variable dépendant des futurs prix de l’électricité et du coût de production de l’énergie nucléaire,.
En avril 2017, la ministre de l'écologie Ségolène Royal signe un décret conditionnant la fermeture de Fessenheim à la mise en service du réacteur pressurisé européen (EPR) de la centrale nucléaire de Flamanville et prévoit la « mise à l'arrêt définitif » pour fin 2018. Ce décret est annulé en octobre 2018.
En novembre 2018, Emmanuel Macron annonce le report de la fermeture à l'été 2020. En 2019, la fermeture de Fessenheim est confirmée pour 2020, malgré les retards de l'EPR de Flamanville. Emmanuelle Wargon, Secrétaire d'État à la Transition écologique, annonce le 26 septembre 2019 la fermeture de la centrale pour juin 2020 : « Les réacteurs vont fermer pour le premier d'entre eux en février 2020, pour le deuxième en juin ».
Fin septembre 2019, EDF annonce que le premier réacteur sera arrêté définitivement le 22 février 2020 et le second le 30 juin, en application « du plafonnement de la production d’électricité d’origine nucléaire fixé par la loi du 17 août 2015 relative à la transition énergétique pour la croissance verte ».
L'État a signé avec EDF « un protocole qui prévoit d'indemniser l'électricien au titre de cette fermeture anticipée. Des versements initiaux sont prévus pendant les quatre années suivant la fermeture, pour un montant « proche de 400 millions d'euros ». EDF recevra un supplément en cas de « manque à gagner » pour tenir compte des bénéfices que le groupe aurait engrangés jusqu'à la fin de vie théorique de Fessenheim en 2041. Ces versements seront calculés au fur et à mesure, en fonction des prix de vente de l'électricité nucléaire et des prix de marché observés sur la période, ainsi que des coûts observés sur le parc nucléaire resté en service ».
En janvier 2020, une mission d'information est lancée à l'Assemblée nationale dédiée à la Fermeture de la centrale nucléaire de Fessenheim dont le député d'Haguenau Vincent Thiébaut est élu rapporteur,,.
Le réacteur numéro un de la centrale est mis à l'arrêt définitivement dans la nuit du 21 au 22 février 2020.
La mise à l'arrêt définitif du second réacteur est effectuée dans la nuit du 29 au 30 juin 2020 . Élisabeth Borne, alors ministre de la Transition écologique et solidaire, qui a mené à terme la mise à l’arrêt définitive de la centrale qualifie l'arrêt de « moment historique » se félicitant d’avoir acté cette décision,.

### Démantèlement
À la suite de la mise à l’arrêt définitif des deux réacteurs, les opérations de démantèlement de la centrale commenceront au plus tôt en 2025, après l’évacuation du combustible nucléaire usé,,.
Dans le cadre de la fermeture, un appel d'offres pour 300 MW de photovoltaïque dans le Haut-Rhin est lancé. GrDF se donne comme objectif concret la création de 50 unités de méthanisation d'ici 2030, toujours dans le Haut-Rhin. Une usine de fabrication de pellets pourrait voir le jour.
Compte tenu d'un contexte national favorable à l'énergie nucléaire, eu égard au réchauffement climatique, des élus alsaciens demandent la construction de nouveaux réacteurs à Fessenheim.
Le premier centre de recyclage de métaux très faiblement radioactifs (TFA, pour très faible activité) de France, dénommé « technocentre » pourrait être construit sur le site d'ici à 2031. Le but est de réduire les volumes d'aciers irradiés à stocker grâce à leur fusion à de très hautes températures, qui sépare l'acier (environ 85 % du métal fondu, selon EDF) et le laitier (co-produit de la fusion, environ 15 %), dans lequel se concentre la radioactivité. Le laitier devra toujours être stocké dans des lieux spécialisés, tel le centre de stockage de Morvilliers, dans l'Aube. L'acier débarrassé de l'essentiel de la radioactivité résiduelle sera vendu sur le marché conventionnel. Une filiale d'EDF, Cyclife France, exploite déjà une usine analogue en Suède. Le projet a fait l'objet d'un débat public organisé par la CNDP du 10 octobre 2024 au 7 février 2025 .

## Les visites décennales
Tous les dix ans, chaque réacteur nucléaire doit faire l’objet d’une visite décennale, ou réexamen de sûreté.
Concernant le vieillissement de la centrale, l'ASN a d'abord émis un avis générique en 1er juillet 2009 favorable à la poursuite de l’exploitation de l'ensemble des réacteurs de 900 MWe jusqu’à 40 ans après leur première divergence, sous réserve d’une conformité au nouveau référentiel de sûreté. Le bilan des actions de maintenance réalisées pendant la troisième visite décennale de Fessenheim estime que « l'usure et le vieillissement des composants du réacteur sont conformes aux prévisions et ne présentent pas de singularité particulière » ; de ce fait aucune réserve sur cet aspect n'a été émise.
EDF a investi plus de 380 millions d’euros depuis 2009 pour les visites décennales des unités de production no 1 et no 2.

### 3evisitedécennale du réacteurno1
La troisième visite décennale du réacteur numéro 1 de la centrale de Fessenheim a duré cinq mois. Commencée le 17 octobre 2009, elle s'est achevée le 24 mars 2010. La commission locale d'information et de surveillance (CLIS) de Fessenheim, une instance pilotée par le conseil général du Haut-Rhin pour informer les citoyens et permettre la concertation avec les dirigeants de la centrale et les autorités de contrôle, a par ailleurs confié au Groupement des scientifiques pour l'information sur l'énergie nucléaire (GSIEN)  une évaluation de cette visite décennale. Celui-ci a rendu un rapport de 117 pages en juin 2010, stipulant que la 3e visite décennale de Fessenheim-1 ne « met pas en évidence de facteurs alarmants même si des points concernant la maintenance, la réalisation de chantiers, la formation doivent être mieux pris en compte et fortement améliorés ».
Toutefois certaines questions restent en suspens : par exemple, la tenue du radier en cas d'accident grave reste une question importante, et ce d'autant plus que la probabilité de ce type d'accident augmenterait en raison du vieillissement des installations et de l'augmentation du taux de combustion des combustibles ; la question des déchets sans filière d'élimination et dont l'entreposage sur le site de la centrale n'est pas permis par la géographie (risque d'inondation, par exemple) ; l'augmentation des rejets de tritium liée au passage au combustible Cyclade qui entraîne l'augmentation de l'utilisation du bore ; les problèmes résultant d'une installation conçue il y a plus de 40 ans. Le rajeunissement de certains équipements risque de se heurter à l'inadaptation des techniques actuelles à celles des années 60-70.
L'ASN a rendu public son avis consécutif à la troisième visite du réacteur no 1 de la centrale de Fessenheim le 4 juillet 2011. L'avis exprimé par l'ASN est favorable sous réserve des conclusions à venir des évaluations complémentaires de sûreté (ECS) engagées à la suite de l'accident de Fukushima, mais surtout avec l'exigence absolue de respecter les « deux prescriptions majeures suivantes : 1) Renforcer le radier du réacteur avant le 30 juin 2013, afin d’augmenter sa résistance au corium en cas d’accident grave avec percement de la cuve ; 2) Installer avant le 31 décembre 2012 des dispositions techniques de secours permettant d’évacuer durablement la puissance résiduelle en cas de perte de la source froide. »
Parallèlement à cet avis, l'ASN émet le même jour une décision qui comprend 40 prescriptions spécifiques prenant effet immédiat à compter de la notification de la décision. 29 concernent directement le réacteur no 1, dans les domaines du management de la sûreté, de la maîtrise des risques d'accidents et de la gestion et de l'élimination des déchets et des combustibles usés. 11 autres concernent les deux réacteurs.
À la suite de cet avis positif de l'ASN, le gouvernement est resté prudent, la ministre de l'écologie, Nathalie Kosciusko-Morizet, soulignant que cet avis « ne valait pas prolongation ». Outre le fait que la visite décennale du réacteur no 2 doit encore être faite, le gouvernement avait indiqué fin-juin qu'il attendrait aussi les résultats mi-novembre 2011 des tests de sécurité décidés après l'accident de Fukushima (réserve qui figure également dans l'avis de l'ASN), pour se prononcer sur la prolongation de la durée d'exploitation de la centrale.

### 3evisitedécennale du réacteurno2
Il était prévu que la troisième visite décennale du réacteur numéro 2 de la centrale de Fessenheim dure près de sept mois. Commencée en avril 2011, elle devait initialement se terminer en novembre 2011. Dans le contexte post-Fukushima, l'arrêt est finalement prolongé de quelques mois. L'avis de l'ASN sur la poursuite d'exploitation de ce réacteur est émis au début de 2012. Le réacteur numéro 2 est remis en service la semaine du 5 mars 2012, il n'est porté de nouveau à sa puissance maximale qu'au bout d'une semaine.

## Anomalies, incidents et accidents
La liste des incidents nucléaires survenus à la centrale de Fessenheim après l'an 2000, avec leur niveau de gravité, leur origine et les mesures prises pour éviter leur reproduction est publiée sur le site de l'ASN.
Selon l'échelle internationale des événements nucléaires (INES) ces événements sont classés en 7 niveaux : ceux de niveaux 1 à 3 sont qualifiés du terme « incidents » (qui sont par définition sans conséquence significative sur les populations et l'environnement), ceux des niveaux supérieurs (4 à 7) sont qualifiés du terme « accidents ».

### 1980
Le soir du 2 juin 1980, des personnes non identifiées se sont rendues au portail de la centrale électrique et ont tiré des coups de feu sur les gardes. Aucun des gardes n'a été touché.[réf. nécessaire]

### 2000
Une anomalie de conception affectant la tenue à un séisme de forte intensité des réservoirs d'eau des centrales de Fessenheim et de Bugey a été détectée en 2000. Après une étude plus générale, EDF a informé l'ASN le 14 octobre 2002 que ce défaut affectait également les centrales du Blayais, de Chinon, de Dampierre, de Saint-Laurent et du Tricastin.
Le réservoir PTR contient de l'eau borée destinée à remplir la piscine du réacteur lors du déchargement ou du rechargement du combustible. Cette eau borée sert aussi au refroidissement du cœur du réacteur dans certaines situations accidentelles en alimentant le système d'injection de sécurité ou le système d'aspersion de l'enceinte. Le réservoir ASG alimente en eau les générateurs de vapeur. Ainsi, l'indisponibilité de ces réservoirs pourrait affecter sévèrement le système de refroidissement des réacteurs en cas d'accident.
L'incident est classé au niveau 1 de l'échelle INES.
Les réservoirs ASG et PTR des réacteurs de Fessenheim ont été réparés en 2002. Ceux des autres centrales ont été terminés en 2005.

### 2004
Le samedi 24 janvier 2004, une vanne a été fermée par erreur, ce qui a entraîné l'intervention de sept agents qui ont accidentellement inhalé des particules radioactives. L'anomalie a été classée au niveau 1 de l'échelle INES,.

### 2005
Le 29 septembre 2005, lors du déchargement du réacteur no 1, un essai mal conçu de décharge de batterie électrique a induit une coupure de courant sur un tableau électrique, causant conjointement un arrêt des pompes du système de refroidissement de la piscine de stockage du combustible, la perte du moyen de mesure de la réactivité, et la perte du moyen de mesurer le taux de bore dans le réacteur. Cette anomalie a été classée au niveau 1 de l'échelle INES.

### 2009
Le 27 décembre 2009, des débris végétaux ont bloqué le système d’alimentation en eau de la centrale, ce qui a entraîné une réduction des débits dans les circuits de refroidissement. C'est pourquoi l'arrêt pour travaux de maintenance du réacteur no 2 a dû être prolongé d'urgence. Cette anomalie a été classée au niveau 1 de l'échelle INES.

### 2010
En 2010, Fessenheim a enregistré trois anomalies de niveau 1 sur l'échelle INES.

### 2011
En 2011, une erreur d'opérateur conduit à un arrêt automatique d'un des réacteurs. Incident de niveau 1 sur l'échelle INES.

### 2012
Le 25 avril, un départ de feu a touché un matériel de refroidissement de l’alternateur en salle des machines. Une trentaine de pompiers sont intervenus, les gendarmes du peloton spécialisé de protection, qui surveille le site et ses environs, et ceux de la brigade de Blodelsheim ont également été mobilisés. L'incident n'a fait aucun blessé et n'a pas affecté la production d'électricité selon EDF.
Le 8 mai, le réacteur no 2 s’est automatiquement arrêté en raison de l’échec d’un essai d’îlotage.
Le 5 septembre, un dégagement de vapeur d'eau brûlante lors d'une injection de peroxyde d'hydrogène dans un réservoir proche du réacteur no 1 fait deux « blessés légers » et déclenche l'alarme incendie,. Après contrôle médical, les deux personnes concernées ont pu reprendre immédiatement le travail.

### 2013
En février, plusieurs centaines de manifestants pour et contre la fermeture de Fessenheim se sont rassemblés à Colmar, lors de l'ouverture de la Commission locale d'information (CLIS).
En juillet, le réacteur no 2 est arrêté automatiquement à la suite de l'arrêt d'une pompe du circuit primaire.

### 2014
Le 18 mars, 56 militants Greenpeace de « 14 nationalités différentes » ont occupé la centrale pour dénoncer le « risque que fait courir le nucléaire français à l’Europe entière ». Une quarantaine ont réussi à entrer en zone protégée, la quasi-totalité ont été interpellés, puis condamnés pour violation de domicile à deux mois de prison avec sursis.
Le 9 avril, le réacteur no 1 est mis à l'arrêt en raison d'une fuite détectée dans sa tuyauterie d'alimentation en eau. L'incident est classé au niveau 1. En mars 2016, les médias allemands signalent qu'en fait la situation serait devenue hors de contrôle et qu'il a fallu arrêter le cœur avec une solution borée. L'ASN répond alors que la situation est restée sous contrôle tout en admettant l'usage de la borication.
Le 18 avril, le réacteur no 2 est arrêté à la suite de la fermeture intempestive d'une soupape qui règle l'arrivée de la vapeur sur le groupe turbo-alternateur. Les deux réacteurs de la centrale sont alors à l'arrêt.

### 2015
Le 28 février, EDF communique qu'un défaut d'étanchéité sur une tuyauterie a conduit à l'arrêt du réacteur no 1. La salle des machines est inondée par plus de 100 m3 d'eau, ce qui éclabousse un circuit électrique et déclenche une alarme en salle de commande. Le 5 mars, l’Autorité de sûreté nucléaire réalise une inspection, qui met en évidence un manque de rigueur dans le processus de traitement des écarts et la prise en compte du retour d’expérience. Quelques minutes après l'inspection se produit une seconde rupture de canalisation sur la même tuyauterie que le 28 février. Lors de cet incident, le personnel croit qu’il s’agit d’un essai de sirène et n'évacue pas.
Le tribunal de police de Guebwiller, puis la cour d'appel de Colmar condamnent EDF à 7 000 € d'amende pour sa mauvaise gestion de l'incident. Le pourvoi en cassation d'EDF est rejeté.

### 2016
Le 13 juin 2016, EDF procède à la mise à l’arrêt du réacteur 2 car l’ASN a suspendu le certificat d’épreuve du générateur de vapeur affecté par une des irrégularités détectées dans l’usine Creusot Forge d’Areva. Greenpeace porte plainte car EDF aurait tardé à déclarer l'anomalie à l'ASN, en la dissimulant pendant un mois entre mai et juin 2016. Le parquet de Paris ouvre alors une enquête préliminaire.

### 2018
Le 12 mars 2018, l'ASN a levé la suspension du certificat d'épreuve d'un générateur de vapeur du réacteur 2, permettant ainsi le redémarrage du réacteur prévu fin mars.
Le réacteur 2, arrêté depuis juin 2016, a redémarré le 9 avril 2018.

## Débat sur la fermeture de la centrale

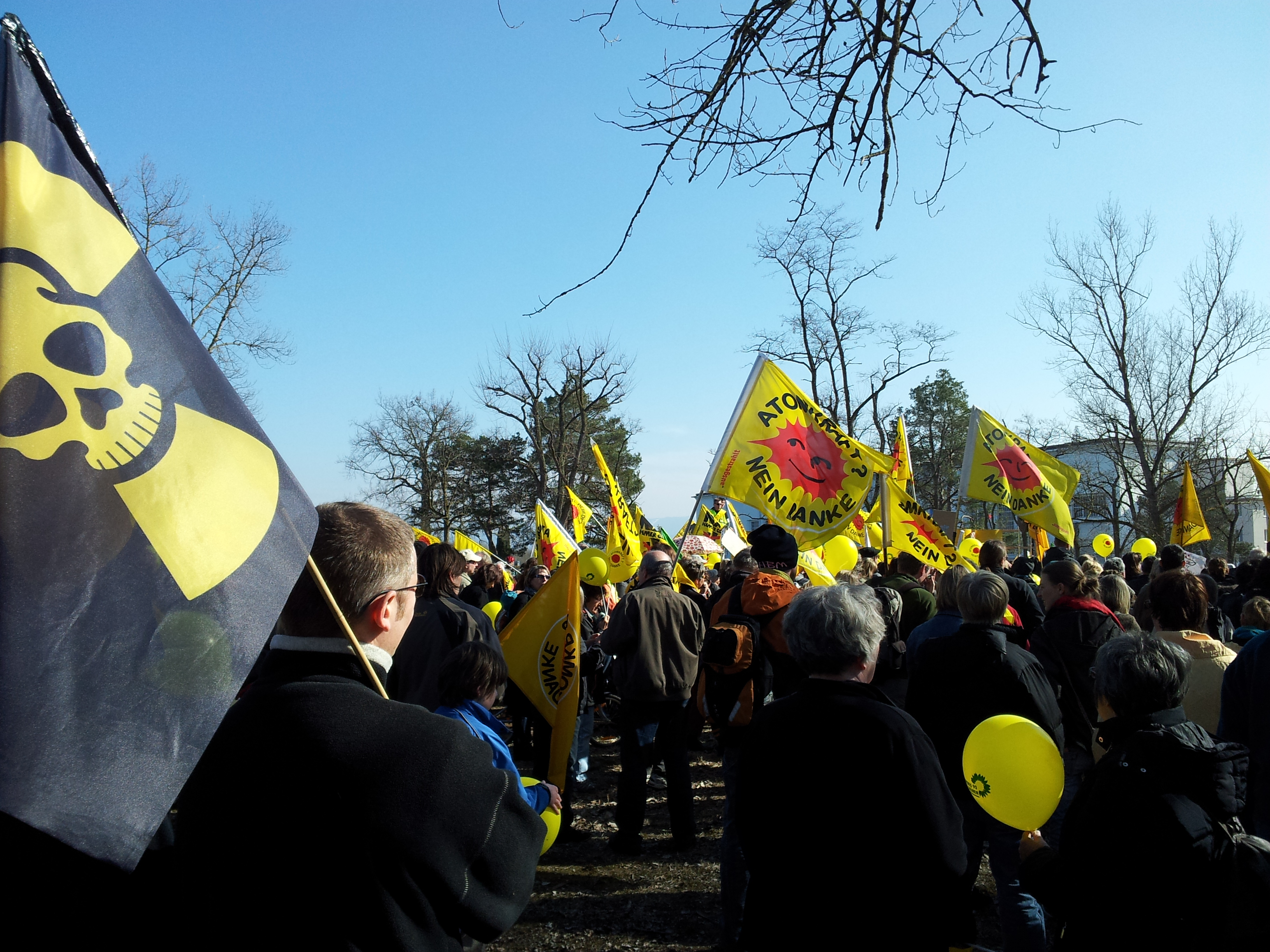
Manifestation devant la centrale de Fessenheim.

Lors de sa conception, la durée initiale d'exploitation de la centrale de Fessenheim était de quarante ans (rapport initial de sûreté de 1971, confirmé par le rapport définitif de sûreté de 1979). En exploitation, conformément à la réglementation, la durée effective d'exploitation en sûreté est revalidée tous les dix ans par l'Autorité de sûreté nucléaire (ASN) à la suite des visites décennales en 1989, 1999 et 2009 pour la tranche 1 et en 1990, 2001 et 2011 pour la tranche 2.
La centrale nucléaire de Fessenheim est contestée par certains riverains[réf. nécessaire] et par le mouvement antinucléaire tant en France que dans les pays frontaliers (Allemagne et Suisse) qui réclament sa fermeture et son démantèlement (cf. section « Manifestations » ci-après) en raison de son âge et de son implantation sur un site à risque sismique. En mars 2007, à l’occasion des trente ans de la centrale nucléaire de Fessenheim, le Réseau Sortir du nucléaire a demandé sa fermeture immédiate.
Fin août 2012, le président de la République François Hollande a réaffirmé sa volonté de fermer la centrale alsacienne, conformément à ses engagements de campagne. Il a ensuite fixé la date de fermeture de la centrale à fin 2016, lors de la Conférence environnementale du 14 septembre 2012.
Le 12 décembre 2012, Francis Rol-Tanguy est nommé en conseil des ministres comme délégué interministériel à la fermeture de la centrale nucléaire et à la reconversion du site de Fessenheim.
Le 25 janvier 2013, l'Élysée et la ministre de l'Écologie et de l'Énergie (Delphine Batho) ont réaffirmé leur engagement de fermer la centrale d'ici « fin 2016 » ou « début 2017 », en fonction des difficultés juridiques et économiques qui accompagnent cette mise à l'arrêt.
En effet :
1. La centrale appartient pour 67,5 % à EDF et pour 32,5 % à des groupes allemands et suisses (EnBW, Alpiq, Axpo et BKW). Avec l'accord de tous les actionnaires, EDF a engagé des travaux afin de porter la durée d'exploitation de la centrale à cinquante ou soixante ans. En cas de fermeture anticipée, EDF estime qu'il sera nécessaire de dédommager les actionnaires pour la perte subie[120]. En 2016, EDF demande un accord sur son indemnisation comme préalable à la fermeture de la centrale[121].
2. La fermeture par l'État français nécessite « une disposition législative » attendue dans la loi de programmation pour la transition énergétique qui devrait être débattue au Parlement fin 2013[122],[123].

Le 21 octobre 2013, Francis Rol-Tanguy, délégué interministériel à la fermeture de la centrale nucléaire et à la reconversion du site de Fessenheim, est nommé directeur de cabinet de Philippe Martin, ministre de l'Écologie, du Développement durable et de l'Énergie. Dans ce contexte, Michael Ohier, adjoint de Francis Rol-Tanguy, assure désormais l’intérim de la délégation à la fermeture de la centrale nucléaire et à la reconversion du site de Fessenheim.
Le 15 janvier 2014, Jean-Michel Malerba est nommé en Conseil des ministres nouveau délégué interministériel à la fermeture de la centrale de Fessenheim sur proposition du ministre de l'Écologie, du Développement durable et de l'Énergie.
En septembre 2015, la ministre de l’Écologie, du Développement durable et de l'Énergie, Ségolène Royal, annonce que la fermeture de la centrale est repoussé à fin 2018, à la suite du retard du chantier de construction de l'EPR de Flamanville 3.
Un porte-parole du ministère allemand de l'environnement ayant déclaré au début de mars 2016 que des réacteurs « aussi vieux représentent un risque sécuritaire » et que Fessenheim « devrait être fermée le plus vite possible », Sophie Letournel, chef de la division de Strasbourg de l'Autorité de sûreté nucléaire (ASN), a répondu « Pour nous à l'ASN, aujourd'hui, du point de vue de la sûreté nucléaire, il n'y a pas de raison de fermer la centrale de Fessenheim. Après, il y a des décisions de politique énergétique qui relèvent du gouvernement et qui peuvent conduire à des choix différents. Fessenheim est tout à fait dans la moyenne de l'appréciation que l'ASN porte sur les centrales nucléaires françaises, c'est-à-dire que c'est globalement satisfaisant ».
Le 24 mars 2017, la Commission européenne valide le protocole d’indemnisation du groupe EDF relatif à la fermeture anticipée de la centrale. Les trois conditions posées par EDF pour enclencher la procédure de fermeture sont donc satisfaites.
Le 6 avril 2017, le conseil d'administration de EDF valide un arrêt de la centrale, à condition que celui-ci ne se fasse que 6 mois avant la mise en service de l'EPR de Flamanville (fin 2018 - début 2019). Le même jour, Ségolène Royal assure que la centrale sera fermée en 2018.
Le 20 janvier 2018, Sébastien Lecornu, secrétaire d'État à la Transition écologique, se rend à la centrale nucléaire de Fessenheim pour lancer le comité de pilotage travaillant sur la fermeture et sur la reconversion du site.
Alors qu'en 2015, la centrale nucléaire de Fessenheim avait produit plus de 12 TWh d’électricité, elle en avait délivré 8,4 TWh en 2016 contre seulement 5,8 TWh en 2017. La centrale devait fermer à l'été 2019, mais sa fermeture reste en fait tributaire de la mise en service de l'EPR de Flamanville. Le gouvernement évite de communiquer une quelconque date de fermeture tant qu'il n'est pas sûr de la fin de travaux de l'EPR.
En juillet 2018, un nouveau retard d'un an du chantier de Flamanville 3 est annoncé du fait des « écarts de qualité » constatés sur 33 soudures. Le fonctionnement à pleine puissance ne sera pas effectif avant le deuxième semestre 2020 ; la fermeture de Fessenheim est donc reportée à 2020, et plus probablement à 2021 ou 2022 selon le cabinet Colombus Consulting.
Le 4 octobre 2018, le ministre de la Transition écologique et solidaire, François de Rugy, a estimé que le calendrier de fermeture de la centrale de Fessenheim n'était plus forcément lié à celui du démarrage de l'EPR de Flamanville. En effet, elle n'a pas construit les Diesels d'ultime secours, demandés par l'Autorité de sûreté nucléaire après l'accident nucléaire de Fukushima, qui devaient, en théorie, être installés au plus tard à la fin 2018 ; de plus, les réacteurs doivent réaliser tous les dix ans une « épreuve hydraulique » pour tester la résistance de leurs installations ; or la dernière a été réalisée lors de la visite décennale fin 2009 ; la fermeture de Fessenheim peut donc difficilement être repoussée au-delà de la fin de 2019, alors que Flamanville doit être mis en service en 2020. Le calendrier officiel de fermeture présenté par EDF en septembre 2018 au comité central d'entreprise annonce l'arrêt probable des deux réacteurs au dernier trimestre 2019.
Le 25 octobre 2018, le Conseil d'État annonce l'annulation du décret ordonnant la fermeture de Fessenheim qui avait été signé par Ségolène Royal en avril 2017. Le juge administratif estime en effet que cette décision n'avait pas été « légalement prise ». Il faut que l'exploitant, EDF, demande officiellement la fermeture afin que celle-ci puisse être validée. La décision du Conseil d’État ne signifie donc pas que cette fermeture est impossible mais plutôt qu'il faut lui imposer un cadre légal afin de l'autoriser.

### Réexamen et validation de la durée d'exploitation

Placement de Fessenheim par rapport aux tranches d'âge des autres centrales nucléaires en 2013.

Tous les dix ans, à la suite d'inspections approfondies réalisées durant les visites dites « décennales », l'autorité de sûreté nucléaire française (ASN) réexamine son accord concernant la poursuite de l'exploitation pour dix années supplémentaires. À la suite des dernières visites décennales, à la requête de l'ASN et afin de poursuivre l'exploitation, EDF doit, sur les deux réacteurs, renforcer le radier (dalle de béton armé située sous les réacteurs) et mettre en place un système de refroidissement de secours supplémentaire. Ces travaux, tirés des enseignements de l'accident nucléaire de Fukushima, doivent être terminés avant 2014,,.
L'autorité de sûreté nucléaire (ASN) considère qu'il n'y a pas de risques justifiant l'arrêt de l'exploitation de la centrale. Elle a donc donné son accord à la poursuite de l'exploitation de la centrale pour dix ans supplémentaires, en 2011 pour la tranche 1 et en 2013 pour la tranche 2, sous réserve que soient réalisés les travaux tirés des enseignements de l'accident nucléaire de Fukushima mentionnés ci-dessus. Les radiers des tranches 1 et 2 sont épaissis respectivement en juin et septembre 2013. En octobre 2013, après notamment « l'ajout d'une source d'eau froide supplémentaire et le renforcement du radier », l'ASN déclare le « dossier de la visite décennale du réacteur 1 de la centrale de Fessenheim […] globalement clos ». À l'issue du respect par EDF des exigences de l'ASN à la suite de la visite décennale, l'exploitation des 2 réacteurs devrait se poursuivre pour dix années supplémentaires, soit théoriquement jusqu'en 2023 pour la tranche 2.
En comparaison, aux États-Unis, l’autorité de sûreté nucléaire américaine (NRC), a accordé des renouvellements de licence jusqu’à 60 ans pour 81 réacteurs sur les 99 en service dans le pays dont la centrale de Beaver Valley qui est la centrale de référence de Fessenheim ; et elle a publié fin 2015 un projet de lignes directrices, soumis à consultation publique jusqu’en février 2016, pour « décrire les méthodes et techniques acceptables par les équipes de la NRC pour le renouvellement de licence » jusqu’à 80 ans d’exploitation.

### Position des syndicats
Des représentants des organisations syndicales CFDT, CGT Mine-Énergie, CGT-FO et CFE-CGC/Unsa de Fessenheim ont été reçus par François Hollande pendant la campagne présidentielle de 2012. Ils s'opposent à la fermeture de la centrale proposée par le candidat, la qualifiant de dogmatique. François Hollande a été hué à la sortie par une quarantaine de salariés de la centrale.
Une quarantaine de syndicalistes appartenant à la CGT, CFDT, FSU et à Solidaires ont lancé en avril 2012 un appel « hors des structures syndicales » pour l’arrêt de Fessenheim.

### Position des collectivités locales
- Un certain nombre de collectivités locales ont adopté des motions demandant la fermeture de la Centrale. Par exemple: le conseil régional de Franche-Comté[150], le conseil municipal de Strasbourg[151] et le conseil de la communauté urbaine de Strasbourg[152].
- Le conseil régional d'Alsace a lui rejeté une motion réclamant une telle fermeture[153].

Avant son arrêt définitif mi-2020, la centrale versait chaque année environ cinquante millions d’euros d'impôts et de taxes locales,.

### Actions juridiques
L'Association tri-nationale de protection de la population des alentours de Fessenheim (ATPN), qui regroupe des villes comme Fribourg (Allemagne), Bâle (Suisse), des communes allemandes, suisses et françaises, des associations et des particuliers, a déposé un recours gracieux devant le tribunal administratif de Strasbourg en juillet 2008. Le 17 octobre 2008, le Ministère de l'Écologie, de l'Énergie, du Développement durable et de l'Aménagement du territoire a rejeté — sans explication ni proposition de concertation — le recours déposé par l'ATPN.
Le tribunal administratif de Strasbourg a rejeté le 9 mars 2011 la demande de fermeture immédiate de l’association transfrontalière antinucléaire ATPN. À la suite de cette décision de justice, l'ATPN a décidé à l'unanimité de saisir le Conseil d'État et « s'apprête en outre à saisir la Commission européenne d'une plainte contre la France ».
En avril 2016, un riverain porte plainte contre la centrale de Fesseheim pour « mise en danger de la vie d'autrui ». Il est soutenu par l'avocate Corinne Lepage.

### Manifestations

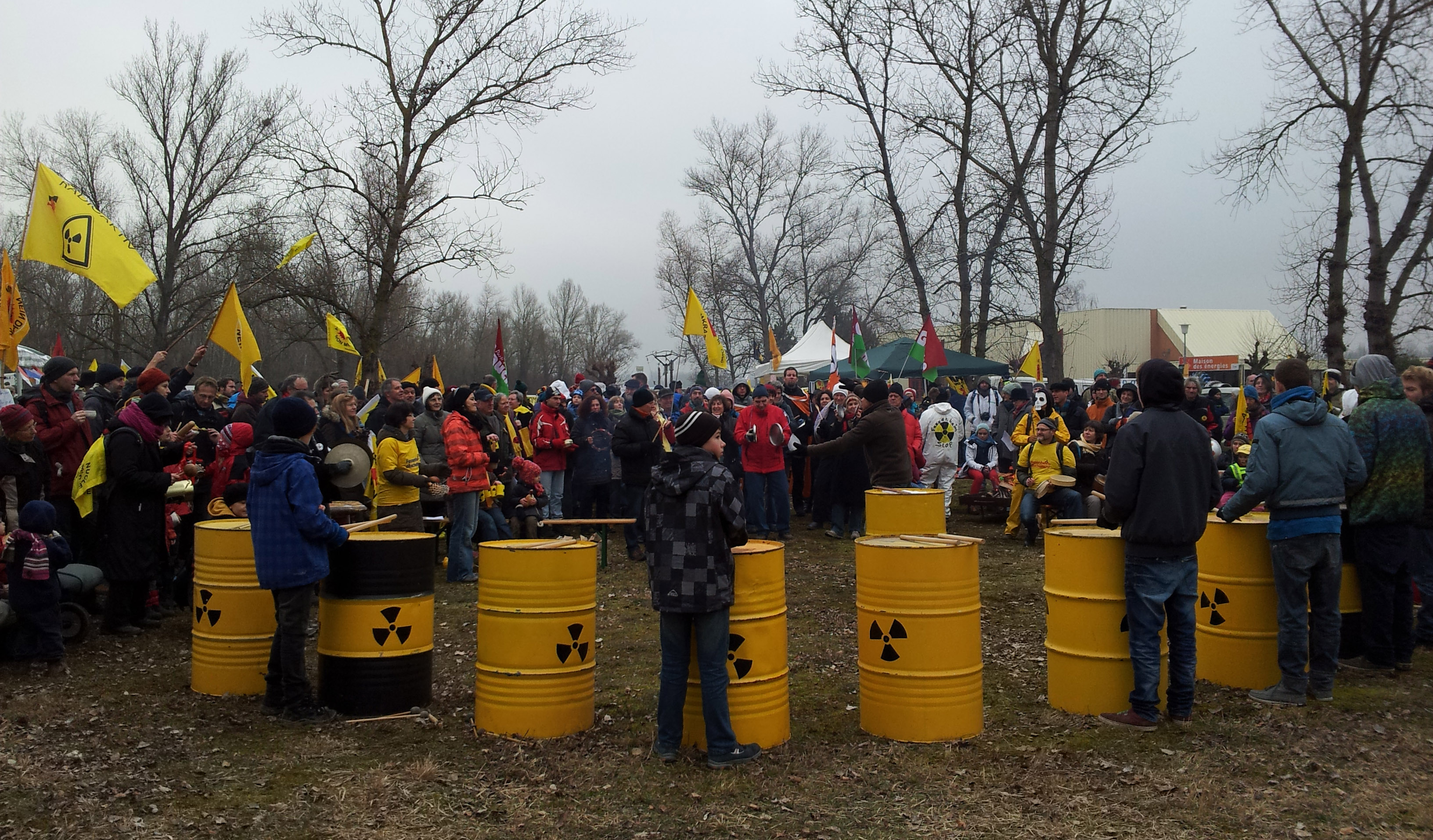
Manifestation contre la centrale de Fessenheim, 13 janvier 2013.

Le 12 avril 1971 se déroule la première manifestation du mouvement contre le nucléaire civil français. 1 500 personnes participent à la première marche sur Fessenheim organisée par le Comité pour la sauvegarde de Fessenheim et de la plaine du Rhin.
Le 24 avril 2004, soit deux jours avant l'anniversaire de la catastrophe de Tchernobyl, environ 2 000 manifestants français, allemands et suisses se sont rassemblés devant la centrale à l’occasion du départ du « Tour de France pour sortir du nucléaire » organisé par le réseau sortir du nucléaire.
Une manifestation a eu lieu le 3 octobre 2009 à Colmar en faveur de la sortie du nucléaire et pour la fermeture de la centrale de Fessenheim. 3 500 (selon la préfecture) à 10 000 personnes (selon les organisateurs) ont participé à ce rassemblement qui s'est déroulé sans incident.
Le 20 mars 2011, 10 000 personnes dont une majorité d'Allemands ont manifesté à Chalampé pour demander la fermeture de la centrale (située à 1,5 km de la frontière franco-allemande). Le 10 avril 2011, environ 3 800 personnes, selon les gendarmes, se sont réunies l'après-midi sur l'île au milieu du Rhin, en face de la centrale nucléaire de Fessenheim.
Le 25 avril 2011, entre 6 000 et 9 000 personnes, venues de France, d’Allemagne et de Suisse, ont manifesté sur six ponts entre la France et l'Allemagne. Le but affiché de ces manifestations était de commémorer la catastrophe de Tchernobyl, survenue 25 ans auparavant, dénoncer la catastrophe de Fukushima et réclamer la sortie du nucléaire.

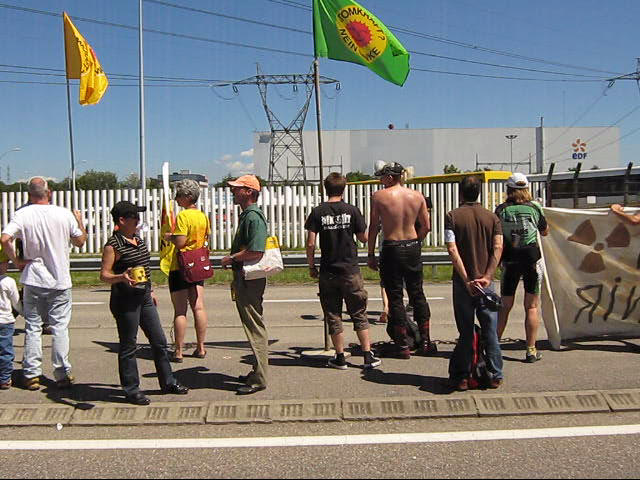
Chaîne humaine devant la centrale de Fessenheim le 26 juin 2011.

Le 26 juin 2011, 5 000 à 10 000 manifestants ont formé une chaîne humaine autour de la centrale pour réclamer sa fermeture immédiate.
Le 18 mars 2014, 56 militants de l'ONG Greenpeace s'introduisent avec l'aide d'un camion de 19 tonnes sur le site pour dénoncer la vétusté et la dangerosité de la plus vieille centrale nucléaire française (plus de 40 ans) et pour rappeler au Président Hollande sa promesse électorale sur la fermeture de ce site et sur la transition énergétique.
Le 11 mars 2017, d’après le journal en ligne Le Monde, six ans après la catastrophe de Fukushima, des rassemblements massifs et des manifestations ont eu lieu a Paris et en province. Le but des manifestants était d'affirmer leur opposition au nucléaire. Supportés par les ONG, ils étaient entre 400 et 500 personnes venues pour réclamer la fermeture de la centrale nucléaire de Fessenheim.
Pour le Bund (Fédération allemande pour l’environnement et la protection de la nature), il est hors de question de construire un EPR sur le site de Fessenheim,.
Le 29 juin 2020, une quarantaine de personnes manifeste contre la fermeture de la centrale devant les locaux de Greenpeace à Paris au nom de l'association « les voix du nucléaire ».

### Impact de la fermeture sur les émissions deCO2
La fermeture de Fessenheim entraînerait, d'après Maxence Cordiez, ingénieur dans le secteur de l'énergie, « un surcroît d’émission de gaz à effet de serre compris entre 6 et 12 millions de tonnes équivalent CO2 par an, par rapport à la situation dans laquelle la centrale aurait été prolongée », du fait du recours à des centrales au gaz ou au charbon pour compenser la perte de production que sa prolongation aurait permis d’éviter,. L'estimation de la Société française d'énergie nucléaire (SFEN), qui représente les défenseurs de la filière nucléaire, est de 6 et 10 millions de tonnes.
Ces estimations sont considérées comme surestimées par le chercheur Daniel Heuer : « L’estimation de la Sfen correspond à une compensation totale par une centrale au charbon. Il s'agit donc d'une estimation haute. » (…) « en fait l'arrêt de Fessenheim pourrait provoquer l'émission de plusieurs millions de tonnes de CO2 par an sans pouvoir préciser ce que contient ce plusieurs » et aussi par Yves Marignac, de l'association anti-nucléaire négaWatt : « je ne sais même pas si on peut parler en millions de tonnes. Ce qui est sûr, c'est que l'argument produit par la Sfen et le raisonnement qu'elle présente est une évaluation maximaliste, déconnectée des réalités ». Mais selon Nicolas Goldberg et Nicolas Berghmans, chercheurs en politiques climatiques et énergétiques à l'Iddri, l'ordre de grandeur donné par la Sfen n'est pas incohérent, « avec [la réserve] qu'on fait comme si on retirait les centrales et que rien d'autre ne changeait dans le système ».

### Critiques de la Cour des comptes
Un rapport de la Cour des comptes publié en mars 2020 estime que le protocole d'indemnisation que l'État négocie avec EDF présente un « risque financier » à ses dépens.

### Critiques de l'Académie des sciences
L'Académie des sciences publie le 7 juillet 2020 un avis intitulé « Fermer Fessenheim et d’autres réacteurs est un contre-sens », qui rappelle que « l’énergie nucléaire n’émet pas de CO2,[...] elle est décarbonée. C’est grâce à cette énergie que la France est l’un des pays les plus vertueux en matière d’émissions de CO2 en Europe et que, par exemple, la production d’un kWh en France émet dix fois moins de CO2 qu’en Allemagne » et que « lorsque les éoliennes s’arrêtent faute de vent ou que le photovoltaïque cesse de produire, il faut les remplacer par des centrales pilotables. La France y parvient avec ses centrales nucléaires et hydroélectriques [...] l'Allemagne, où ces énergies intermittentes représentent déjà 29 % de l’électricité produite, se retrouve dans l’obligation d’équilibrer l’intermittence par l’activité de centrales à gaz, charbon ou lignite ». Elle conclut : « il faut garder un nucléaire fort, sûr et bon marché, pour que la France maintienne sa position de pays parmi les moins émetteurs de CO2 [...] Il faut donc très rapidement prendre la décision de construire de nouveaux réacteurs pour remplacer ceux dont l’arrêt est programmé ou qui arriveront bientôt en fin de vie »,.

### Vote sur le redémarrage de la centrale
Le 18 juin 2025, l'Assemblée Nationale vote en première lecture un amendement du Rassemblement national préconisant la réouverture de la centrale nucléaire de Fessenheim. Mais procéder à la relance d’une centrale en cours de démantèlement paraît pour le moins improbable, si ce n’est impossible.

## Risques

### Risque sismique

#### Prise en compte du risque à la conception

Emplacement de la centrale dans le fossé rhénan.

En cas de tremblement de terre important, mais n’occasionnant pas de dommages empêchant son redémarrage ultérieur, la centrale peut être amenée à s’arrêter. Le redémarrage est alors soumis à accord de l’autorité de sûreté nucléaire (voir par exemple le redémarrage de Cruas en 2020). En cas de tremblement provoquant des dommages irréparables, le confinement nucléaire doit rester assuré. La pratique réglementaire française prévoit que le maintien des fonctions importantes de sûreté d'une installation nucléaire de base en surface (notamment et selon ses caractéristiques précises, l'arrêt sûr, le refroidissement et le confinement des produits radioactifs) puissent être assurés pendant et/ou à la suite de séismes plausibles pouvant affecter le site de l'installation considérée.
En ce qui concerne la zone géographique de la centrale de Fessenheim, le dernier gros séisme de référence dans la région est le tremblement de terre de Bâle de 1356 dont la magnitude estimée, sur la base de l'étude de chroniques religieuses de l'époque, est de 6,2 (estimation française) ou de 6,9 (estimations suisses et allemandes). La différence entre les deux valeurs correspond à un tremblement de terre libérant 15 fois plus d'énergie. Cette différence peut s'expliquer par l'imprécision de l'estimation des dommages, mais aussi par l'inconnue sur la profondeur du foyer. La centrale de Fessenheim est conçue pour résister à un tremblement de terre de magnitude de 6,7,. « Les contrôles réalisés ont permis de s'assurer du fonctionnement normal de l'installation dans l'hypothèse de la survenance d'un séisme libérant une énergie cinq fois supérieure à celle du séisme de Bâle. »
Tous les dix ans, à l'occasion des réévaluations périodiques de sûreté, la protection contre le risque sismique est elle aussi réévaluée.

#### Pertinence de l'évaluation du niveau du risque
- Le rapport d'évaluation du bureau d'études suisse aboutit à la conclusion d'une forte sous-estimation du niveau d'évaluation de la magnitude du séisme de référence tant par EDF que, dans une moindre mesure, par l'IRSN. La magnitude évaluée par l'IRSN en 2002 est de 6,0. Le bureau d'études suisse fait valoir que le catalogue allemand en vigueur en 2007 attribue à ce séisme une magnitude de 6,6 et le catalogue suisse une magnitude de 6,9. Il fait en particulier référence à l'étude Pegasos, menée en Suisse de 2002 à 2004 et ayant pour objectif la détermination probabiliste de l'aléa sismique des quatre sites nucléaires en Suisse, qui aboutit à cette évaluation de 6,9[191].
- Le même rapport critique par ailleurs l'utilisation d'une méthode déterministe préconisée par la méthodologie française alors qu'au niveau international ce sont souvent des méthodes probabilistes qui sont employées.

En réponse :
- L'IRSN affirme que l’estimation d'une magnitude de 6,0 est conforme aux connaissances de l'époque (2001)[190]. Dans son « avis sur le rapport Résonance » publié en 2008, l'IRSN mentionne différentes études et colloques qui sont faits depuis, en particulier l'évaluation publiée par Bakun & Scotti en 2006. Sur ces nouvelles bases, l'IRSN est conduit à revoir l'évaluation de cette magnitude à la hausse en mars 2008, désormais fixée à 6,8. EDF reste toujours fixé sur une évaluation à 6,1[192].
- Concernant la critique de la méthode française d'évaluation de l'aléa sismique, l'IRSN répond que les deux approches sont complémentaires et pas contradictoires. Dans une approche déterministe, « on s'intéresse principalement aux séismes connus les plus importants et aux mouvements du sol qu'ils généreraient sur le site étudié, si ces séismes se produisaient à proximité du site. Dans l'approche probabiliste, on tient compte de la fréquence des séismes en fonction de leur magnitude, ce qui permet de définir l'aléa sous la forme d'une probabilité de dépasser un niveau donné de mouvement du sol (par exemple l'accélération du sol). Les deux approches nécessitent les mêmes données de base, à savoir un catalogue de sismicité qui recense les séismes (magnitude et localisation) passés dans la région étudiée »[190].

#### Dimensionnement des structures
Concernant le dimensionnement des ouvrages, il existerait en effet une marge de sécurité importante, de l’ordre d’un facteur 2 voire plus, par rapport au séisme de dimensionnement, du fait de la méthode de dimensionnement « élastique » employée à l’époque. Il fait, sur cet aspect, en particulier référence au séisme de Chuetsu-oki du 16 juillet 2007 qui a affecté la centrale de Kashiwazaki-Kariwa, dimensionnée selon la même méthode, et qui a subi sans dommages une sollicitation sismique environ deux fois plus forte que celle prise en compte lors de son dimensionnement.
À l’instar du bureau d’études, l’IRSN confirme dans son étude de 2008 qu’« une évaluation sérieuse de la capacité résistante des structures aux mouvements sismiques réévalués nécessiterait de comparer le ferraillage en place (résultant des calculs de dimensionnement) au ferraillage requis (résultant d’un calcul de vérification prenant en compte l’aléa sismique réévalué). Ce diagnostic, qui impliquerait de mobiliser des moyens d’études conséquents, ne peut être envisagé que dans le cadre d’un réexamen de sûreté. » Il n’existe a priori en 2011 pas de document public qui permette de savoir si l’évaluation du ferraillage en place a bien été faite.
Par ailleurs, en juin 2010, un groupe d'experts du Groupement des scientifiques pour l'information sur l'énergie nucléaire mandaté par la CLIS a rappelé que « la tenue au séisme des bâtiments annexes et des installations qualifiées de « mineures » est aussi importante que celle du bâtiment réacteur. C’est l’effet « domino », bien connu des Sapeurs Pompiers. EDF a confirmé à la CLIS que ce type d’équipement est dimensionné pour résister au séisme. Il est essentiel que les diverses études en cours sur les effets « séisme » soient menées à bien ».

#### Nouveau zonage sismique en France
Depuis l'entrée en vigueur le 1er mai 2011 de la nouvelle réglementation parasismique, la majorité du département (dont le site de Fessenheim) est passée d'une zone de sismicité faible à modérée mais le tiers méridional est resté en zone de sismicité moyenne. C'est dans cette zone du fossé rhénan qu'a été enregistré en juillet 1980 à Sierentz le séisme le plus récent du département, d'une magnitude de 4,7. Ce changement ne concerne toutefois pas l'installation nucléaire qui est soumise à la réglementation RFS 2001-01 (« règle fondamentale de sûreté »), plus contraignante.[source secondaire nécessaire]

### Risque d'inondation

#### Prise en compte du risque à la conception
Le rapport de sûreté prend en compte les éventuelles fuites du grand canal d’Alsace à la suite d'un séisme majeur, EDF ayant aussi vérifié la tenue des digues du canal en cas de séisme. De plus des modifications ont été effectuées sur la centrale afin de prendre en compte la conjonction d'une crue centennale avec l'effacement de l'ouvrage de retenue le plus contraignant :
- p. 18 : « EDF a vérifié la tenue de la digue du Grand canal d’Alsace au séisme majoré de sécurité » ;
- p. 27 : « le rapport de sûreté inclut le scénario d’une inondation superposée avec un séisme, en envisageant qu’un séisme pourrait provoquer des fuites dans la digue du grand canal d’Alsace. »
- « Les principaux risques pris en compte dans le rapport de sûreté sont les suivants : (...)

Fuites du grand canal d’Alsace à la suite d'un séisme majeur (des dispositions de protection de la centrale nucléaire ont été prises par EDF et un plan de surveillance du bief a été mis en place) »
- « en 1999, EDF a revu les études associées à la protection du réacteur no 1 de la centrale nucléaire de Fessenheim contre le risque d'inondation afin de prendre en compte d'une part le niveau d'eau en cas de crue millénale majorée de 15 % et d'autre part le niveau atteint par la conjonction des ondes d'une crue centennale et de l'effacement de l’ouvrage de retenue le plus contraignant. Le niveau d'eau maximal issu de ces deux valeurs est appelé côte majorée de sécurité et correspond au niveau d'eau maximal pour lequel la centrale nucléaire doit être protégée. »

#### Pertinence de l’évaluation du niveau du risque
Contrairement à EDF qui soutient que l'événement est hautement improbable, le Conseil général du Haut-Rhin a estimé le 29 juin 2011 que le risque d'une inondation devait être envisagé. En effet, une étude des Services Techniques du Conseil général du Haut-Rhin, menée à la suite de l'accident nucléaire de Fukushima au Japon, a estimé que la centrale pourrait être inondée en cas d'un séisme majeur provoquant la rupture de la digue du Grand Canal d'Alsace et que le niveau de l'eau pourrait atteindre un mètre à l'intérieur du site, ce qui conduirait à la mise hors service des systèmes de refroidissement de secours comme à la centrale nucléaire de Fukushima Daiichi[réf. nécessaire].
Le 23 avril 2013, lors de la délivrance de son accord pour la prolongation de l'exploitation de la centrale, l'ASN a demandé à EDF de mettre à jour son évaluation des conséquences d'un séisme majoré de sécurité sur la tenue du Grand Canal d'Alsace et du risque d'inondation du site nucléaire.[source secondaire nécessaire]

### Risque de contamination de la nappe phréatique
La centrale de Fessenheim est construite directement sur la nappe phréatique rhénane dont dépend, de Bâle à Francfort, l'alimentation en eau de quelque six millions de personnes (Rhin Supérieur). De ce fait, si un accident nucléaire conduit à une contamination de cette nappe phréatique, cela conduirait à une interdiction de tous prélèvements dans cette nappe.
Selon Eva Joly, la centrale est située « sur la plus grande nappe phréatique du monde occidental, entre 4 et 8 mètres de profondeur. S’il y a un accident à Fessenheim, la nappe phréatique est touchée ».
En cas de fusion du cœur et percement de la cuve par le corium, le radier - la dalle en béton située sous le réacteur, d'une épaisseur actuelle d'un mètre (pour comparaison, celle de Fukushima est épaisse de 3 mètres) - pourrait être percé et alors « le Rhin serait contaminé, jusqu'à Rotterdam » selon une source gouvernementale non citée.
Le 4 juillet 2011, l’ASN a transmis les prescriptions complémentaires applicables à la centrale de Fessenheim, au vu des conclusions de la troisième visite décennale du réacteur no 1. Une de ces prescriptions demande à EDF de renforcer, avant le 30 juin 2013, le radier du bâtiment réacteur de la tranche 1, afin d’augmenter très fortement sa résistance au corium en cas d’accident grave avec percement de la cuve. EDF a soumis, pour accord à l’ASN, le dossier analysant les solutions envisageables et justifiant les modifications de l’installation proposée pour atteindre cet objectif. Les travaux de modification du radier vont consister à couler, dans l’enceinte du bâtiment réacteur et sous la cuve du réacteur, une couche de béton d’une épaisseur d’environ 60 cm. Cette solution que l’on appelle « coulée en place » est bien développée dans le monde et les essais préliminaires réalisés sur le béton sont concluants[réf. nécessaire].
En effet, comme tous les réacteurs en exploitation en France, les réacteurs de Fessenheim ne disposent pas, à ce jour, d'un dispositif de récupération du corium pouvant limiter les conséquences ultimes d’un accident grave en cas de fusion de son cœur. C'est pourquoi l'ASN a prescrit dans son avis du 4 juillet 2011 que le radier du réacteur soit renforcé avant le 30 juin 2013.[source secondaire nécessaire]

### Risque terroriste
Comme toutes les centrales nucléaires françaises, conçues et construites depuis les années 1970, celle de Fessenheim a été dimensionnée conformément à la réglementation alors en vigueur (actuellement : RFS I.2.A, publiée en 1980) pour être protégée des chutes accidentelles d'avions, en s'appuyant sur des bases statistiques, et donc pour résister sans dommage à l’impact d’appareils de l’aviation dite générale, soit d'une masse de moins de 5,7 tonnes (Cessna, Learjet…) et volant à moins de 360 km/h au moment de l'impact.

## La centrale au cinéma
Dans L'inspecteur ne renonce jamais (The Enforcer), film américain de James Fargo sorti en 1976 avec Clint Eastwood, il est fait référence au Centre de Fessenheim. Un dialogue du film évoque un attentat à la bombe qui aurait visé le Centre.
Dans le film documentaire Irrintzina, les cyclistes du Tour Alternatiba sont arrêtés à Fessenheim par les forces de l'ordre pour avoir filmé la centrale.
Le film franco-allemand Le Jour de vérité (Tag der Wahrheit) est diffusé en 2015 sur la chaîne Arte, il s'agit d'une fiction sur le risque terroriste dans une « centrale nucléaire française (alsacienne) proche de la frontière allemande ».